# فرد توبياس
فرد توبياس (بالإنجليزية: Fred Tobias)‏ هو كاتب أغاني وملحن أمريكي، ولد في 1928.

## وصلات خارجية
- فرد توبياس على موقع IMDb (الإنجليزية)
- فرد توبياس على موقع ميوزك برينز (الإنجليزية)
- فرد توبياس على موقع قاعدة بيانات برودواي على الإنترنت (الإنجليزية)
- فرد توبياس على موقع ديسكوغز (الإنجليزية)